# 曹魏伯爵、子爵、男爵列表
曹魏黃初三年（222年）規定，宗室封公者，其庶子封亭伯。
咸熙元年（264年），在列侯之上增设五等爵，官職在騎督以上的六百餘人皆封。其中，伯爵分大國伯（地方六十里，食邑1200戶）、次國伯（地方五十五里，食邑1000戶）兩級，子爵分大國子（地方五十里，食邑800戶）、次國子（地方四十五里，食邑600戶）兩級，男爵分大國男（地方四十里，食邑400戶）、次國男（地方三十五里，食邑200戶）兩級。
- 伯置國官四人，其中相一人，典祠、典書、典衛等令長丞各一人；配國吏三十四人，其中車前司馬六人，旅賁二十八人；置妾四人。
- 子置國官四人，其中相一人，典祠令、典書丞、典衛丞各一人；配國吏二十四人，其中車前司馬四人，旅賁二十人；置妾三人。
- 男置國官三人，其中相一人，典祠長、典書丞各一人；配國吏十四人，其中車前司馬二人，旅賁十二人；置妾二人。[5]

以下列出曹魏可考的伯爵、子爵、男爵。

## 伯爵
| 封爵   | 班 | 食邑 | 姓名   | 在位時間     | 五等開建時官職                   | 原先爵位 | 晉代魏後進封 |
| 祁陽伯 |    |      | 司馬亮 | 264年－265年 | 散騎常侍、監豫州諸軍事、左將軍   | 廣陽鄉侯 | 扶風王       |
| 陰平伯 |    |      | 魯芝   | 264年－265年 | 監青州諸軍事、平東將軍、青州刺史 | 斄城鄉侯 | 陰平侯       |
| 南皮伯 |    |      | 司馬伷 | 264年－265年 | 監兗州諸軍事、右將軍、兗州刺史   | 東武鄉侯 | 東莞王       |
| 祝阿伯 |    |      | 司馬遂 | 264年－265年 | 督鄴城守諸軍事、北中郎將         | 武城鄉侯 | 濟南王       |
| 定陶伯 |    |      | 司馬榦 | 264年－265年 | 撫軍中郎將                       | 平陽鄉侯 | 平原王       |
| 密陵伯 |    |      | 鄭袤   | 264年－265年 | 光祿大夫                         | 安城鄉侯 | 密陵侯       |
| 廣陸伯 |    |      | 李胤   | 264年－265年 | 河南尹                           | 關中侯   | 廣陸侯       |
| 觀陽伯 |    |      | 華表   | 264年－275年 | 尚書                             | 博平侯   | 未進封       |
| 上蔡伯 |    |      | 和逌   | 264年－      | 尚書                             |          | 未進封       |

## 子爵
| 封爵   | 班   | 食邑  | 姓名   | 在位時間       | 五等開建時官職 / 父祖著勳前朝     | 原先爵位 | 晉代魏後進封 |
| 夏陽子 |      |       | 胡奮   | 264年－        | 徐州刺史                          |          | 夏陽侯       |
| 鉅平子 | 次國 | 600戶 | 羊祜   | 264年－265年   | 祕書監                            | 關中侯   | 鉅平侯       |
| 固始子 |      |       | 司馬瓌 | 264年－265年   | 祕書監                            | 貴壽鄉侯 | 太原王       |
| 安陽子 |      |       | 荀勖   | 264年－265年   | 晉國侍中                          | 關內侯   | 濟北侯       |
| 新沓子 |      |       | 山濤   | 264年－265年   | 相國從事中郎                      |          | 新沓伯       |
| 劇陽子 |      |       | 魏舒   | 264年－288年   | 相國參軍                          |          | 未進封       |
| 脩陽子 |      |       | 劉寔   | 264年－278年後 | 相國參軍                          |          | 脩陽伯       |
| 東武子 |      |       | 楊肇   | 264年－        | 相國參軍                          | 列侯     | 東武伯       |
| 即丘子 | 次國 | 600戶 | 王覽   | 264年－278年   | 清河太守                          |          | 未進封       |
| 汝陽子 |      |       | 司馬衡 | 264年－265年   | 駙馬都尉                          |          | 常山王       |
| 湞陽子 |      |       | 司馬珪 | 264年－265年   | 河南令                            | 高陽鄉侯 | 高陽王       |
| 開平子 |      |       | 司馬肜 | 264年－265年   |                                   | 平樂亭侯 | 梁王         |
| 東安子 |      |       | 司馬倫 | 264年－265年   |                                   | 安樂亭侯 | 琅邪王       |
| 下蔡子 |      |       | 蔣凱   | 264年－        | 祖父太尉蔣濟（249年薨）著勳前朝   | 都鄉侯   | 未進封       |
| 汾陽子 |      |       | 郭正   | 264年－        | 祖父大將軍郭淮（255年薨）著勳前朝 | 陽曲侯   | 未進封       |
| 昌陸子 |      |       | 高渾   | 264年－        | 祖父太尉高柔（263年薨）著勳前朝   | 安國侯   | 未進封       |
| 膠東子 |      |       | 王悝   | 264年－        | 父司空王觀（260年薨）著勳前朝     | 陽鄉侯   | 未進封       |
| 慎子   |      |       | 陳溫   | 264年－        | 父司空陳泰（260年薨）著勳前朝     | 潁陰侯   | 未進封       |
| □子    |      |       | 王廙   | 264年－        | 祖父司空王基（261年薨）著勳前朝   | 東武侯   | 未進封       |
| 方城子 |      |       | 劉正   | 264年－        | 父特進劉放（250年薨）著勳前朝     | 方城侯   | 未進封       |
| 離石子 |      |       | 孙宏   | 264年－        | 父特進孫資（251年薨）著勳前朝     | 中都侯   | 未進封       |
| 南頓子 |      |       | 荀愷   | 264年－        | 父驃騎將軍荀霬著勳前朝            | 列侯     | 未進封       |
| 氶子   |      |       | 王恂   | 264年－278年   | 父衛將軍王肅（256年薨）著勳前朝   | 蘭陵侯   | 未進封       |
| 涇原子 |      |       | 傅祗   | 264年－291年   | 父太常傅嘏（255年薨）著勳前朝     | 陽鄉侯   | 靈州公       |

## 男爵
| 封爵   | 班 | 食邑 | 姓名   | 在位時間     | 五等開建時官職       | 原先爵位 | 晉代魏後進封 |
| 西安男 |    |      | 司馬晃 | 264年－265年 | 黃門侍郎             | 武始亭侯 | 下邳王       |
| 涇陽男 |    |      | 司馬遜 | 264年－265年 | 輕車將軍、羽林左監   | 城陽亭侯 | 譙王         |
| 鶉觚男 |    |      | 傅玄   | 264年－265年 | 弘農太守、領典農校尉 |          | 鶉觚子       |
| 襄賁男 |    |      | 司馬洪 | 264年－265年 | 原武太守             | 昌武亭侯 | 河間王       |
| 亢父男 |    |      | 江蕤   | 264年－      | 譙郡太守             |          | 未進封       |
| 平莞男 |    |      | 鄭烈   | 264年－281年 | 相國□□               |          | 未進封       |